# 聂塘卓玛拉康
聂塘卓玛拉康（藏語：སྙེ་ཐང་སྒྲོལ་མ་ལྷ་ཁང་，威利转写：snye thang sgrol ma lha khang，THL：Nyetang Drölma Lhakang），位于西藏自治区拉萨市曲水县聂当乡，是一座藏传佛教格鲁派寺院。

## 历史
聂塘卓玛拉康位于拉萨市曲水县西南的中尼公路旁，聂当乡（“聂当”与“聂塘”是同一藏语名称的不同汉译）境内。聂当乡距曲水县驻地36公里，距拉萨市33公里。该寺由阿底峡尊者创建，仲敦巴·嘉瓦迥乃扩建。
阿底峡曾到聂塘、热振等地说法。1054年（北宋皇祐六年），阿底峡在聂塘圆寂后，仲敦巴成为从弟子之首。翌年，仲敦巴集合众人，在聂塘为其举办周年供，并且集资兴建了古朋寺作为纪念。因正殿主供卓玛佛像，故取名“卓玛拉康”，意为“度母佛堂”；又因位于聂塘地方，故又称“聂塘寺”。
阿底峡所作的绘画作品很多，其中他用自己的鼻血绘成了两幅唐卡，一幅由热振寺收藏，一幅由聂塘卓玛拉康收藏。古蚌拉康供奉有一尊高0.68米的阿底峡自塑像。阿底峡在聂塘卓玛拉康的遗物还有其生前使用过的法螺及化缘钵。他终生形影不离的一座木塔“哲美曲登”，以白檀香木制作，现仍然收藏在聂塘卓玛拉康内的佛龛中。
阿底峡圆寂后，骨灰埋在聂塘卓玛拉康之前约500米处，建有坟墓及祠庙。后来，阿底峡的坟墓及祠庙均被毁，但其骨灰罐仍存聂塘卓玛拉康。1963年，中国政府应巴基斯坦的请求，西藏自治区筹备委员会将阿底峡的部分骨灰造灵塔送至北京，准备送归阿底峡在巴基斯坦的故乡达卡（今属孟加拉国，当时孟加拉国为巴基斯坦的一部分），但因文化大革命爆发而未能成行。粉碎四人帮后，1978年中国政府应孟加拉国政府的请求，将阿底峡的部分骨灰及其全套著作送归孟加拉国，在其家乡达卡举办了安放仪式。
如今的聂塘卓玛拉康是1930年代热振活佛主持重修后的面貌。

## 建筑
聂塘卓玛拉康坐西朝东。主要建筑有：
- 大门及庭院：大门内有一座铺石庭院，院落南北两侧为寺庙管理人员的住房。[2]
- 白塔：正殿前带有宽敞的檐廊，檐廊北端有两座建在地平面以下的白塔，塔刹部分露出于地面：一座为阿底峡的衣冠塔，内藏阿底峡生前穿过的鞋、帽、衣；另一座为仲敦巴·嘉瓦迥乃的衣冠塔，内藏其生前用过的鞍鞒、披风。檐廊两端连通正殿后侧为转经道。[2][1]
- 正殿：为坐西朝东的二层建筑。正殿一层有三座佛殿：主殿为卓玛拉康，南配殿为朗杰拉康，北配殿为古蚌拉康。[2][1]
  - 卓玛拉康（又称“度母殿”）：主供二十一尊度母，衣着、颜色、形象各不同。佛经认为二十一尊度母乃自观世音菩萨分化出来，二十一尊度母保护人类不受八种灾难（狮子、象、火、蛇、匪、镣铐、水、故）。二十一尊度母中，绿度母处于主要地位，其心咒（音译“嗡达列度列梭哈”）被称作“根本心咒”，与二十一尊度母的根本心咒（音译“嗡达列登木梭哈”）的效果相同。除绿度母外，二十一尊度母还包括救灾求难度母、救地灾度母、救水灾度母、救火灾度母、救风灾度母、增福慧度母、救天灾度母、救兵灾度母、救狱难度母、救盗难度母、增威观度母、救魔难度母、救畜难度母、救毒难度母、伏魔度母、药王度母、长寿度母、宝源度母、如意度母、颦眉度母。佛塔正龛供奉着释迦牟尼像，两侧为十大弟子（即舍利弗、目犍连、须菩提、阿难陀、优波离、阿那律、大迦叶、富楼那、迦旃延、罗睺罗）立像。[2]
  - 朗杰拉康：主供佛塔“朗杰曲登”（意为“胜利宝塔”），乃为纪念释迦牟尼战胜魔军而建，为八大佛塔之一。该塔高10米。朗杰曲登两侧还有两座灵塔，即那若巴（古印度人，底洛巴的弟子。生卒年为1016年－1100年）的灵塔和仲敦巴的灵塔。[2]
  - 古蚌拉康：主供三长寿佛（即无量寿佛、白度母、尊胜佛母）；佛龛雕塑着飞天等天神。据说，古蚌拉康是聂塘卓玛拉康最早的佛殿，为阿底峡生前所兴建，阿底峡圆寂后，仲敦巴在此基础上扩建为日后的聂塘卓玛拉康。《卫藏道场胜迹志》记载，古蚌拉康内供奉有阿底峡的灵骨塔（为噶瓦释迦旺秋所建），塔下有一尊名叫“酷似我”的阿底峡塑像，传说该像是为阿底峡在世时造的留真像，像上留有阿底峡的指痕。此外，该殿还有喇嘛当巴索南坚赞的大灵骨塔等等。[2]
  - 达赖喇嘛行宫：正殿二层为达赖喇嘛的行宫，当年达赖喇嘛出巡或来朝拜时，常居住在此处。[1]